# Woody Guthrie Center
Das Woody Guthrie Center in der 102 E Mathew B. Brady Street in Tulsa, Oklahoma präsentiert Schriften und Instrumente von Woody Guthrie, einem amerikanischen Singer-Songwriter. Neben dem Guthrie-Archiv befindet sich hier ein Archiv mit dem Nachlass von Phil Ochs.

## Beschreibung

### Woody Guthrie Center
Das Woody Guthrie Center befindet sich im Tulsa Arts District. Es handelt sich dabei um ein Museum, das sich dem Schaffen des US-amerikanischen Singer-Songwriters Woody Guthrie widmet. Ausgestellt werden musikalische Instrumente, die von Guthrie gespielt wurden, Original-Artwork seiner Veröffentlichungen, Notizbücher und Songtexte in Originalhandschrift sowie weitere Memorabilien aus Woody Guthries Karriere. Ein kleiner Film und Musik von Guthrie und den von ihm beeinflussten Musikern sind außerdem auch Teil der Ausstellung. Das Center sponsert außerdem Veranstaltung der Folk-Music-Szene.
Außerdem befinden sich Memorabilien von Künstlern, die von Guthrie beeinflusst wurden, darunter The Flaming Lips, Pete Seeger und Tom Paxton.
Neben dem Museum befinden sich im Center außerdem ein Theater und ein Unterrichtsraum sowie einen Forschungsraum und einen begehbaren Archivtresor mit Kompaktregalen, der klima- und sicherheitskontrolliert ist, ein Stickstofffeuerlöschsystem sowie Buroräume. Zudem gibt es den Außenbereich, das sogenannte Guthrie Green, das Platz für Veranstaltungen in der Größenordnung von 3000 bis 5000 Zuschauern bietet.
Ein Highlight der Ausstellung ist das Originalmanuskript von Woody Guthries wohl bekanntesten Lied This Land Is Your Land.

### Phil Ochs Archive
Im September 2014 gab Meegan Lee Ochs bekannt, dass sie die Archive ihres Vaters, des Singer-Songwriters Phil Ochs, dem Center schenkt. Ochs wurde stark von Guthrie beeinflusst und war selbst ein Troubadour und ein sozialer Aktivist. Die Schenkung von Notizbüchern, Fotografien, Videobändern und anderen Erinnerungsstücken ist die erste Sammlung, die von einem anderen Künstler als Guthrie in das Zentrum aufgenommen wurde.

### VR Dust Bowl
Neben Woody Guthrie widmet sich das Museum außerdem dem Dust Bowl mit einem eigenen Raum inklusive einer Virtual-Rality-Ausstellung. Dabei kann man mithilfe einem Virtual-Reality-Headset einen der berüchtigten Sandstürme erleben und sich in einem der Häuser aus den 1930ern bewegen.

## Geschichte
Gründer des Museums ist die George Kaiser Family Foundation, die das Archiv des Folkmusikers für 3 Millionen Dollar erwarb. Das Archiv selbst wurde 1994 gegründet und gehörte vorher der Woody Guthrie Foundation, die von Guthries Tochter Nora Guthrie geleitet wurde. Das Archiv befand sich lange Zeit in New York City und war der Öffentlichkeit nicht zugänglich. Guthrie war auch an der Einrichtung des Archivs beteiligt und durfte das Gebäude auswählen. Das Gebäude war von 1922 bis 1980 Sitz der Tulsa Paper Company, die von Alphonse Jochem und Don McAdams geleitet wurde. Das Design stammt von KKT Architects.
Das Museum eröffnete am 27. April 2013. 2018 kam die VR-Ausstellung zum Dust Bowl hinzu. Daneben gab es wechselnde Ausstellungen über die Jahre über Künstlern wie John Mellencamp und The Beatles oder Musikströmungen wie American Disco.  2022 war das Center Gastgeber für eine Wanderausstellung über Bruce Springsteen, der 2021 den Woody Guthrie Prize erhielt. Im gleichen Jahr eröffnete unweit das Bob Dylan Center, das ebenfalls von der George Kaiser Family Foundation finanziert wird. Die Dropkick Murphys ließen sich für ihr Guthrie-Tributealbum This Machine Still Kills Fascists im Woody Guthrie Center inspirieren und nahmen es in den nahegelegenen The Church Studio von Leon Russell auf.
2023 wurde Cady Shaw neue Direktorin des Museums.

## Advisory Board
Dem Beirat des Centers gehören namhafte Musiker der Underground-Szene an. Diese unterstützen das Center und sehen sich als weiterführende Künstler, die die Botschaft von Guthrie weitertragen. Zu ihnen gehören Ani DiFranco, Billy Bragg, Chuck D (ex-Public Enemy), John Mellencamp, Marty Stuart, Steve Earle und Tom Morello (Rage Against the Machine).

## Woody Guthrie Prize
Gemeinsam mit dem Grammy Museum vergibt das Center seit 2014 jährlich den Woody Guthrie Prize an Künstlerinnen und Künstler, die sich ähnlich Woody Guthrie für die Schwachen der Gesellschaft einsetzen. Erster Preisträger war Pete Seeger, der keinen Hehl daraus machte stark von Guthrie beeinflusst zu sein. 2023, zum zehnjährigen Jubiläum des Centers, wurden Pussy Riot ausgezeichnet.
Liste der Preisträger
- 2014: Pete Seeger
- 2015: Mavis Staples
- 2016: Kris Kristofferson
- 2017: Norman Lear
- 2018: John Mellencamp
- 2019: Chuck D
- 2020: Joan Baez
- 2021: Bruce Springsteen
- 2023: Pussy Riot